# Kanton Le Nord-Toulois
Le Nord-Toulois is een kanton van het Franse departement Meurthe-et-Moselle. Het is een van de weinige kantons in Frankrijk die niet vernoemd zijn naar de hoofdplaats, in dit geval Liverdun.
Het kanton werd op 22 maart 2015 samengesteld uit de gemeenten Aingeray, Boucq, Bouvron, Bruley, Fontenoy-sur-Moselle, Gondreville, Lagney, Lucey, Ménil-la-Tour, Sanzey, Sexey-les-Bois en Trondes van het kanton Toul-Nord, alle 27 gemeenten van het kanton Domèvre-en-Haye, de gemeenten van het kanton Thiaucourt-Regniéville met uitzondering van de gemeenten Arnaville, Bayonville-sur-Mad en Vandelainville, en Saizerais van het kanton Pompey. De genoemde kantons werden op die dag opgeheven en met uitzondering van Pompey behoorden ze tot het arrondissement Toul. Hierdoor is Saizerais de enige gemeente in het kanton die onder het arrondissement Nancy valt.

## Samenstelling
Het kanton omvatte bij zijn oprichting 57 gemeenten.

Op 1 januari 2016 werden de gemeenten Sexey-les-Bois en Velaine-en-Haye samengevoegd tot de fusiegemeente (commune nouvelle) Bois-de-Haye.

Sindsdien omvat het kanton volgende gemeenten:
- Andilly
- Aingeray
- Ansauville
- Avrainville
- Beaumont
- Bernécourt
- Bois-de-Haye
- Boucq
- Bouillonville
- Bouvron
- Bruley
- Charey
- Domèvre-en-Haye
- Dommartin-la-Chaussée
- Essey-et-Maizerais
- Euvezin
- Flirey
- Fontenoy-sur-Moselle
- Francheville
- Gézoncourt
- Gondreville
- Griscourt
- Grosrouvres
- Hamonville
- Jaillon
- Jaulny
- Lagney
- Limey-Remenauville
- Lironville
- Liverdun
- Lucey
- Mamey
- Mandres-aux-Quatre-Tours
- Manoncourt-en-Woëvre
- Manonville
- Martincourt
- Ménil-la-Tour
- Minorville
- Noviant-aux-Prés
- Pannes
- Rembercourt-sur-Mad
- Rogéville
- Rosières-en-Haye
- Royaumeix
- Saint-Baussant
- Saizerais
- Sanzey
- Seicheprey
- Thiaucourt-Regniéville
- Tremblecourt
- Trondes
- Viéville-en-Haye
- Vilcey-sur-Trey
- Villers-en-Haye
- Villey-Saint-Étienne
- Xammes